# Кадань
Кадань (чеськ. Kadaň) — місто в Чехії, входить до округа Хомутов (регіон Устецький край). Місто розташоване на березі річки Огрже, неподалік від водосховища Нехраніце, між Крушними і Доуповськими горами на 6 км на схід від міста Клаштерець-над-Огржим.

## Історія
Перша письмова згадка про місто датована 1183 роком, коли Госпітальєри побудували тут храм св. Іоанна Хрестителя. У XIII столітті, під час локаційних дій Пржемисла Отакара II, тут було побудовано місто з фортецею і монастирем, яке отримало звання королівського міста. У 1362 році в місті була велика пожежа, після якого місто відновилося завдяки Карлу IV. Карл IV дав місту право самоврядування.
У 1618 році римо-католицькі костели Кадані були розграбовані під час повстання, яке потім було придушене. Місто дуже сильно постраждало під час Тридцятилітньої війни. В кінці XVIII століття місто було знову забудовано за наказом Марії Терезії.
У 1803 — 1823 роках в Кадані працювала гімназія (на місці францисканського монастиря). У XIX столітті місто активно розвивалося: тут почали видобувати буре вугілля, розвивалося вишивання. У 1904 році в місто була проведена залізниця, що сполучає його з Прагою.
У 1918 році утворилася Чехословаччина, але оскільки на території Чехії проживало багато етнічних німців, вони були незадоволені створенням нової країни. Це не обійшло стороною і Кадань, яка оголосила себе частиною німецької Богемії . Почалися заворушення, і в 1919 році уряд оголосив в Кадані військовий стан. У 1938 році, згідно з Мюнхенською угодою, Судетська область, до якої увійшла Кадань, була передана Німеччині. В результаті чеське населення було депортоване з міста. Ті, хто залишилися, були пригноблені, була спалена єврейська синагога. Після Другої світової війни з міста були депортовані німці, на місце яких прийшли чехи, які не мали коренів у цьому краї.
У 1950-х роках місто активно забудовувався житловими будівлями, в результаті чого були запущені пам'ятки, проте з 1990 року історичний центр був реставрований.

## Пам'ятки
- Каданський замок
- Францисканський монастир Чотирнадцяти святих помічників — Був побудований у XV столітті, за часів Яна Гісшетйнського з Лобковиць. Знаходиться біля підніжжя гори Стражіште.[6] На сьогоднішній день будівля монастиря служить державному архіву.
- Міська ратуша — готичний будинок XIV — XV століть з каплицею і вежею з куполом.
- Чумний стовп (Колона Св. Трійці) — побудований у 1753 — 55 роках в стилі бароко. Колона прикрашена зображеннями святих на чолі зі Святою Трійцею.
- Костел Вознесіння Св. Хреста — готичний храм XIII століття, який у XVII столітті був перебудований в стиль бароко.[4]
- Костел Св. Анни — храм побудований в XVI столітті. Був зруйнований пожежею в 1786 році, відновлений через 20 років.

## Населення
| Рік  | Чисельність | Чисельність |
| ---- | ----------- | ----------- |
| 1869 | 5052        | [ 7 ]       |
| 1869 | 8262        | [ 8 ]       |
| 1880 | 6332        | [ 7 ]       |
| 1880 | 10 368      | [ 8 ]       |
| 1890 | 11 081      | [ 8 ]       |
| 1900 | 11 999      | [ 8 ]       |
| 1900 | 7458        | [ 7 ]       |
| 1910 | 8615        | [ 7 ]       |
| 1910 | 13 186      | [ 8 ]       |

| Рік  | Чисельність | Чисельність |
| ---- | ----------- | ----------- |
| 1921 | 8268        | [ 7 ]       |
| 1921 | 12 974      | [ 8 ]       |
| 1930 | 8641        | [ 7 ]       |
| 1930 | 13 480      | [ 8 ]       |
| 1950 | 7908        | [ 8 ]       |
| 1961 | 10 010      | [ 8 ]       |
| 1970 | 15 383      | [ 7 ]       |
| 1970 | 15 624      | [ 8 ]       |
| 1980 | 18 614      | [ 8 ]       |

| Рік  | Чисельність | Чисельність |
| ---- | ----------- | ----------- |
| 1980 | 18 420      | [ 7 ]       |
| 1991 | 17 796      | [ 8 ]       |
| 1991 | 17 796      | [ 7 ]       |
| 2001 | 17 579      | [ 8 ]       |
| 2011 | 17 604      | [ 8 ]       |
| 2014 | 17 923      | [ 9 ]       |
| 2016 | 17 839      | [ 10 ]      |
| 2017 | 17 924      | [ 11 ]      |
| 2018 | 18 015      | [ 12 ]      |

| Рік  | Чисельність | Чисельність |
| ---- | ----------- | ----------- |
| 2019 | 18 202      | [ 13 ]      |
| 2020 | 18 246      | [ 14 ]      |
| 2021 | 18 133      | [ 15 ]      |
| 2021 | 17 386      | [ 16 ]      |
| 2022 | 17 628      | [ 17 ]      |
| 2023 | 18 275      | [ 18 ]      |
| 2024 | 18 165      | [ 19 ]      |
| 2025 | 18 090      | [ 2 ]       |

| Рік  | Чисельність | Чисельність |
| ---- | ----------- | ----------- |
| 1869 | 5052        | [ 7 ]       |
| 1869 | 8262        | [ 8 ]       |
| 1880 | 6332        | [ 7 ]       |
| 1880 | 10 368      | [ 8 ]       |
| 1890 | 11 081      | [ 8 ]       |
| 1900 | 11 999      | [ 8 ]       |
| 1900 | 7458        | [ 7 ]       |
| 1910 | 8615        | [ 7 ]       |
| 1910 | 13 186      | [ 8 ]       |

| Рік  | Чисельність | Чисельність |
| ---- | ----------- | ----------- |
| 1921 | 8268        | [ 7 ]       |
| 1921 | 12 974      | [ 8 ]       |
| 1930 | 8641        | [ 7 ]       |
| 1930 | 13 480      | [ 8 ]       |
| 1950 | 7908        | [ 8 ]       |
| 1961 | 10 010      | [ 8 ]       |
| 1970 | 15 383      | [ 7 ]       |
| 1970 | 15 624      | [ 8 ]       |
| 1980 | 18 614      | [ 8 ]       |

| Рік  | Чисельність | Чисельність |
| ---- | ----------- | ----------- |
| 1980 | 18 420      | [ 7 ]       |
| 1991 | 17 796      | [ 8 ]       |
| 1991 | 17 796      | [ 7 ]       |
| 2001 | 17 579      | [ 8 ]       |
| 2011 | 17 604      | [ 8 ]       |
| 2014 | 17 923      | [ 9 ]       |
| 2016 | 17 839      | [ 10 ]      |
| 2017 | 17 924      | [ 11 ]      |
| 2018 | 18 015      | [ 12 ]      |

| Рік  | Чисельність | Чисельність |
| ---- | ----------- | ----------- |
| 2019 | 18 202      | [ 13 ]      |
| 2020 | 18 246      | [ 14 ]      |
| 2021 | 18 133      | [ 15 ]      |
| 2021 | 17 386      | [ 16 ]      |
| 2022 | 17 628      | [ 17 ]      |
| 2023 | 18 275      | [ 18 ]      |
| 2024 | 18 165      | [ 19 ]      |
| 2025 | 18 090      | [ 2 ]       |